# Torre de San José (Tabarca)
La torre de San José, también conocida como castillo de San José, es una torre de vigilancia costera situada en el municipio español de Alicante, en la provincia homónima (Comunidad Valenciana). La fortaleza se encuentra ubicada en la isla de Tabarca y fue construida en el siglo XVIII.

## Historia
Fue proyectada por el ingeniero Baltasar Ricaud en 1789, teniendo una planta cuadrada de alzado en forma de pirámide truncada. El edificio fue mandado construir por Real Orden del 12 de septiembre de 1790, con algunas modificaciones respecto al proyecto original. Fue construido en mampostería y consta de tres plantas. Durante la primera guerra carlista la torre de San José fue empleada como presidio para acoger a los carlistas detenidos, siendo empleada con posterioridad como cuartel de la Guardia Civil. En fechas recientes ha sido utilizada como almacén del Instituto de Ecología Litoral.